# NGC 3102
NGC 3102 este o galaxie lenticulară situată în constelația Ursa Mare. A fost descoperită în 9 aprilie 1793 de către William Herschel. Se află la o distanță de 46,39 de megaparseci de Pământ.